# CLM P1/01
La CLM P1/01, ribattezzata ENSO CLM P1/01 nel 2017,  è una vettura da competizione appartenente alla categoria LMP1 costruita a partire dal 2014 dalla scuderia austro-rumena ByKolles Racing.

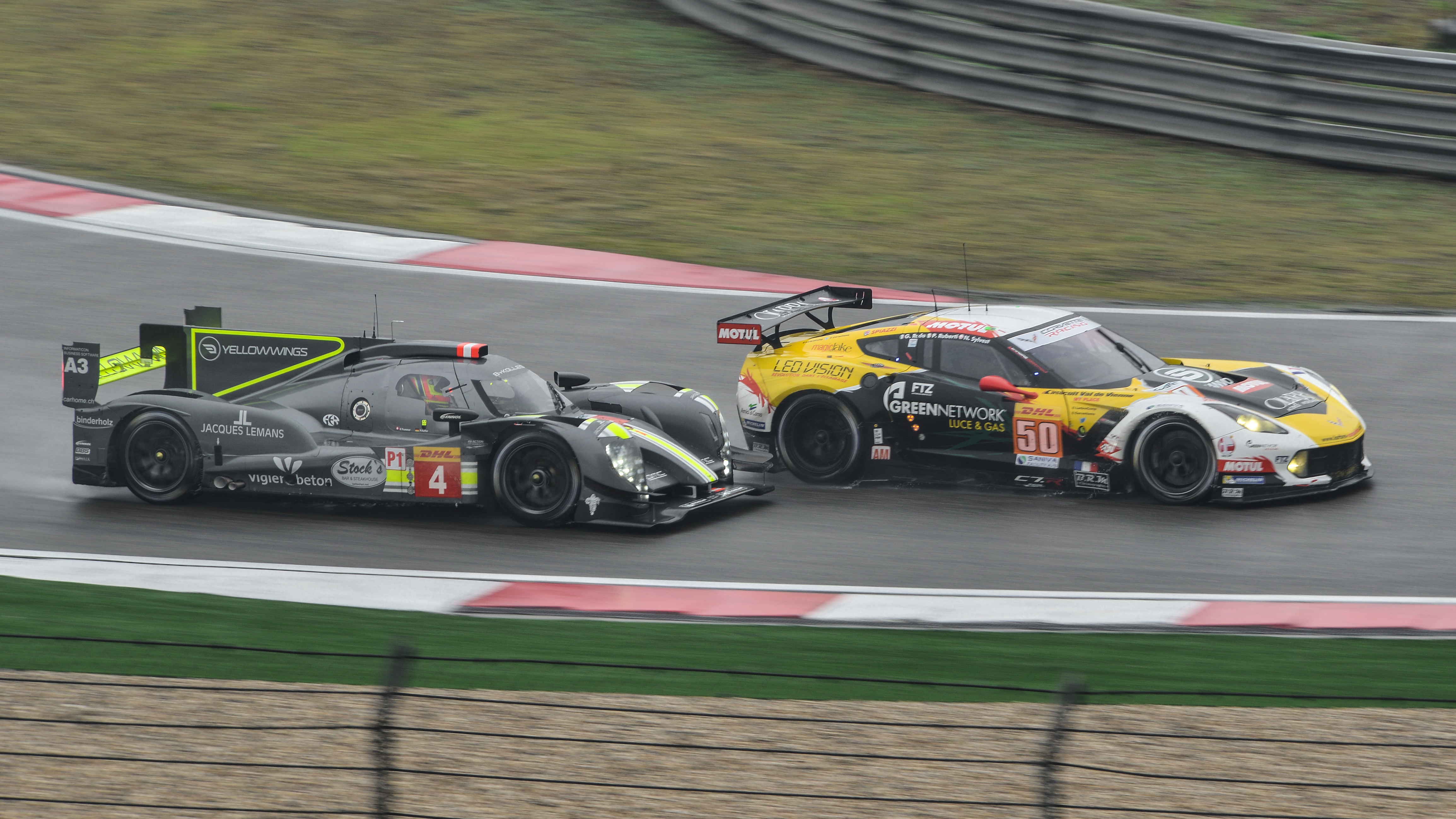
CLM P1/01 alla 6 ore di Shanghai 2015

La vettura è stata progettata per soddisfare i regolamenti LMP1-L del 2014 nella categoria Le Mans Prototype del FIA World Endurance Championship e della 24 Ore di Le Mans. La P1/01 ha debuttato alla 6 ore del Circuito delle Americhe 2014 nel quarto round del FIA World Endurance Championship 2014.